# Homestuck
Homestuck – komiks internetowy, ilustrowany i animowany przez Andrew Hussiego i czwarty komiks na MS Paint Adventures. Opowiada on historię czworga nastolatków, którzy przez przypadek sprowadzają koniec świata przez udział w becie nadchodzącej gry komputerowej.
Komiks jest kombinacją statycznych obrazów, animowanych GIFów, logów komunikatora, animacji i gier tworzonych przy pomocy Adobe Flash. Znany jest ze swojej nadzwyczajnej długości - ponad 7,000 stron i 710,000 słów na dzień 11 listopada 2014 oraz skomplikowanej, wielowątkowej fabuły.

## Fabuła
Homestuck zaczyna się, gdy trzynastoletni John Egbert otrzymuje kopię bety nowej gry, zwanej Sburb. Instalacja i uruchomienie gry przywołuje meteoroid zmierzający w stronę jego domu. Ratują się ucieczką na inne planety, w ten sposób kompletnie wcielając się w świat Sburba. Gdy przyjaciele Johna, czyli Rose Lalonde, Dave Strider i Jade Harley dołączają do niego w grze przekonują się, że spowodowali w ten sposób koniec świata i ich obowiązkiem jest kontynuacja gry, by przekonać się, jaki jest jej cel. Podczas rozgrywki kontaktuje się z nimi również grupa trolli, mieszkańców innej planety zniszczonej wskutek rozpoczęcia sesji gry Sgrub, alternatywnej wersji Sburba. Po pewnym czasie trolle zaczynają współpracować z czwórką bohaterów i wspólnymi siłami planują zabić wspólnego wroga, Jacka Noira. Gdy do gry wkracza inny wróg, Lord English, poznajemy czwórkę innych nastolatków, Jane Crocker, Jake'a Englisha, Roxy Lalonde i Dirka Stridera, oraz dwójkę cherubów, Calliope i Caliborna.
Zakończony został 13 kwietnia 2016, po 7 latach (w tym roczna przerwa). Komiks ma 8129 stron (łącznie 10028 stron razem z pozostałymi komiksami z serii "MS Paint Adventures" na oficjalnej stronie) oraz 7 aktów.

## Wersja polska
Głównie przez formę i długość komiksu Homestuck nie doczekał się jeszcze pełnego tłumaczenia w języku polskim. Aktualnie prowadzone jest tłumaczenie na polskiej wersji serwisu MS Paint Adventures.
16 lipca 2017 roku dalsze tłumaczenie komiksu zostało oficjalnie porzucone, przez co polska wersja strony uległa zmianie i zostały na niej tylko źródła wcześniej zaczętego tłumaczenia.